# Decticryptis deletana
Decticryptis deletana är en fjärilsart som beskrevs av Embrik Strand 1917. Decticryptis deletana ingår i släktet Decticryptis och familjen nattflyn. Inga underarter finns listade i Catalogue of Life.